# Departamento de Epidemiología
El Departamento de Epidemiología es un organismo público chileno, dependiente del Ministerio de Salud (Minsal), a través de la División de Planificación Sanitaria (DIPLAS) de la Subsecretaría de Salud Pública. Está dirigido, desde el 11 de marzo de 2022, por Christian García Calavaro.

## Historia
En Chile, el comienzo de las actividades sanitarias y asistenciales se remonta a las épocas de la Conquista y de la Colonia; sin embargo, durante todo el período colonial las medidas sanitarias adoptadas no lograron impactar en el estado de salud de la población: la viruela y el tifus exantemático diezmaban el país. Por más de 200 años no hubo acciones sanitarias trascendentales y persistió el diagnóstico de salud mencionado hasta 1805, cuando se inició la variolización a nivel nacional y se creó, en 1808, la Junta Central de Vacunas con el propósito de difundir a través de todo el país el proceso de inmunización.
En 1887 se creó la Junta General de Salubridad, destinada a asesorar al gobierno en materias de salud pública, siendo reemplazado en 1892 por el Consejo Superior de Higiene Pública, y se formó, además, el Instituto de Higiene.
En 1918 se aprobó el primer Código Sanitario, obra de los doctores Alejandro del Río, Corbalán Melgarejo y Maira, quienes revisaron y ordenaron las disposiciones sanitarias existentes en la época. Este Código creó la Dirección General de Sanidad. Tanto las funciones como la organización de la Dirección de Sanidad fueron complementadas en los códigos sanitarios de 1925 y 1932.
En 1924 nació la previsión social en Chile y se fundó el Ministerio de Higiene, Asistencia y Previsión Social, el que luego se transformó en el Ministerio de Salubridad. Ese año, la mortalidad general en el país era de 28.4 por mil habitantes y la infantil, de 242.2 por mil nacidos vivos.
En 1952, mediante la Ley 10.383, se creó el Servicio Nacional de Salud (S.N.S.), unificando así a diversos organismos públicos que prestaban servicios de salud. El SNS tenía como compromiso dar atención médica a 5 millones de habitantes, y para ello contaba con 3.000 médicos, 157 hospitales, 300 postas de primeros auxilios y 30.000 funcionarios. Ya entonces el SNS consideraba en su estructura un «Departamento de Epidemiología», cuya función principal era ocuparse de los problemas de salud que afectaban a grandes masas de población. Esta definición incluía, entre otros problemas, a las enfermedades infectocontagiosas, que en ese momento constituían la causa más importante de morbilidad y mortalidad en el país.
La organización planteada fue modificada con el tiempo, hasta que el «Departamento de Epidemiología» desapareció definitivamente con la creación del Sistema Nacional de Servicios de Salud (SNSS), a inicios de la década de 1980. Sin embargo, la función de vigilancia continuó desarrollándose dentro del «Departamento de Programas de las Personas», junto con algunos programas de control de enfermedades transmisibles. Uno de los factores que influyeron en esta modificación fue la pérdida de relevancia de las enfermedades infectocontagiosas en Chile, las que habían sido desplazadas por los problemas degenerativos ligados al envejecimiento progresivo de la población.
A principios de la década de 1990 se creó nuevamente un «Departamento de Epidemiología» dentro del Ministerio, y con él surgieron diversas iniciativas para reformar el sistema de vigilancia, encargado principalmente de las enfermedades transmisibles.
En 1996 se creó la Unidad de Análisis y en 1997 se separaron los Programas de las Enfermedades Infecciosas del Departamento, creando, en 1998, la Unidad de Vigilancia. Ese año se publicó el "Modelo de Vigilancia en Salud Pública para Chile", que describió la estructura y las funciones de la red de vigilancia epidemiológica.
Entre 1999 y 2000 se comenzó a trabajar en el registro de cáncer y en vigilancia de factores de riesgo de enfermedades crónicas y discapacidad.
En 2005, la reforma de salud basada en el fortalecimiento y desarrollo del sector público de salud, diferencia funciones y roles al interior de ese sistema. La ley n° 19.937 reorganizó el Ministerio de Salud, creando las Subsecretarías de Salud Pública, de Redes Asistenciales, la Autoridad Sanitaria Regional (ASR) y la Superintendencia de Salud. La Ley de Autoridad Sanitaria definió la función de Análisis Epidemiológico e Inteligencia Sanitaria en estructuras dependientes de Salud Pública y Seremis de Salud. Ese año, el Departamento de Epidemiología del Minsal realizó visitas de apoyo para la implementación de ASR y refuerza el rol del delegado de epidemiología en los establecimientos de salud públicos y privados (nexo entre la red asistencial y la ASR).

## Misión y visión
Según el sitio web del organismo, su misión institucional es «construir, analizar y difundir información de la situación de salud y sus determinantes, proponer medidas acordes a la realidad sanitaria, y coordinar la respuesta global del sistema ante situaciones de emergencia epidemiológica para contribuir a la toma oportuna de decisiones para mejorar la salud de la población».
Asimismo, la visión de la entidad es «ser un Departamento líder de la red consolidada de epidemiología, en permanente alerta, influyente a nivel nacional e internacional, reconocido por su elevada calidad técnica y compromiso, que trabaja con recursos tecnológicos de vanguardia, entregando información oportuna y transparente para la toma de decisiones que permita proteger y prevenir los riesgos de la salud en la población».

## Organización
El Departamento de Epidemiología está compuesto desde 1998 de la siguiente manera:
- Oficina de Vigilancia Epidemiológica de Enfermedades No Transmisibles y Encuestas Poblacionales[Nota 1] (VENT)
- Oficina de Vigilancia Epidemiológica de Enfermedades Transmisibles (VET)
- Oficina de Vigilancia Epidemiológica del Cáncer
- Oficina de Estudios y Análisis Estadístico Avanzado
- Oficina de Reglamento Sanitario Internacional (RSI)

### Centro Nacional de Enlace
Cada país miembro de la Organización Mundial de la Salud (OMS), debe designar un «Centro Nacional de Enlace» (CNE) para el «Reglamento Sanitario Internacional», el cual es considerado como una unidad de inteligencia epidemiológica. A través de él, se podrá establecer contacto en todo momento con los organismos nacionales e internacionales y su objetivo fundamental es enviar y recibir las comunicaciones de los puntos de contacto de la OMS para el RSI, 24/7/365.
Las funciones del Centro Nacional de Enlace para el RSI incluyen:
- Enviar a los puntos de contacto de la OMS para el RSI, en nombre del Estado parte de que se trate, comunicaciones urgentes relativas a la aplicación del presente reglamento.
- Difundir información a las unidades pertinentes de la administración del Estado parte de que se trate, incluidas las responsables de la vigilancia y la presentación de informes, los puntos de entrada, los servicios de salud pública, los dispensarios y hospitales y otros departamentos del gobierno, y recibir información de ellas.

En Chile, el CNE funciona dentro del Departamento de Epidemiología del Ministerio de Salud, desde el 6 de marzo del 2008. Cuenta con profesionales con capacidad para detectar, evaluar, verificar, analizar, notificar y difundir información relevante para la toma de decisiones, relacionada con eventos de salud pública. En concordancia con la estructura de la Autoridad Sanitaria en Chile y al modelo de vigilancia actual, entre el 2008 y 2009, se crearon 15 centros.

## Nota
1. ↑  Esta oficina mantiene un sistema continuo y sistemático de recopilación, análisis y difusión de información sobre los fenómenos de salud y enfermedad en la población. El trabajo básicamente se orienta a la vigilancia de enfermedades transmisibles y sus factores de riesgo, además, de la investigación de brotes de enfermedades y coordinación de la aplicación de medidas de control epidemiológico, acorde a lo establecido en el Reglamento Sanitario Internacional (2005), actualmente Ley de la República desde diciembre 2008.